# Sílvio Manuel Pereira
Sílvio Manuel de Azevedo Ferreira Sá Pereira (Lisboa, 28 de setembro de 1987) é um ex-futebolista português que atuava como lateral direito.

## Carreira
Aos 13 anos, o jovem Sílvio entrou no Benfica, onde ficou até ao seu 19º aniversário. Ele assinou seu primeiro contrato com os sub-19 do Benfica, e competiu com a sub-19 de Portugal. Ele assina o seu primeiro contrato amador com o Atlético Cacém, colocado na III Divisão. No ano seguinte, ele vai jogar para o Odivelas, no II Divisão B, num jogo da Taça de Portugal, entre o Rio Ave é o seu clube o Odivelas.
Ele surpreendeu os dirigentes do Rio Ave, onde se transferiu no ano seguinte, e ficou 2 anos. As suas sólidas exibições fizeram com que se transferisse no verão, ele inicio um excelente de campeonato com o seu novo clube o Sporting Braga.
Em julho de 2011, durante a janela de transferências de verão, foi vendido ao Atlético de Madrid, da Espanha. Estreou pelo Atlético de Madrid contra o Strømsgodset, da Noruega, onde sua time venceu de 2–1 partida válida pela Liga Europa.
No verão de 2013, Sílvio é emprestado pelo Atlético de Madrid ao Benfica, onde irá ficar por uma temporada.
Na partida do Benfica contra o AZ Alkmaar pela Liga Europa da UEFA de 2013–14 ocorrida em 10 de abril de 2014, Sílvio fratura a tíbia e o perônio e enfrentará uma paragem de 4 meses, devendo voltar aos relvados em Setembro de 2014.

### Selecção Portuguesa
Debutou na seleção portuguesa, então treinada por Carlos Queiroz, em 7 de setembro de 2010 contra a Noruega (0-1). Ele jogou os 90 minutos de jogo.

### Jogos internacionais
|    | Data                  | Cidade        | Adversário | Resultado |     | Competição                     |
| -- | --------------------- | ------------- | ---------- | --------- | --- | ------------------------------ |
| 1. | 7 de setembro de 2010 | Oslo, Noruega | Noruega    | 1 – 0     | 90' | Qualificações para o Euro 2012 |

## Títulos
Atlético de Madrid

|  | Competição        | Títulos | Temporadas |
|  | ----------------- | ------- | ---------- |
|  | Liga Europa       | 1       | 2011-12    |
|  | Supercopa da UEFA | 1       | 2012       |

 Benfica

|  | Competição                    | Títulos | Temporadas                |
|  | ----------------------------- | ------- | ------------------------- |
|  | Campeonato Português          | 3       | 2013-14, 2014-15, 2015-16 |
|  | Taça de Portugal              | 1       | 2013-14                   |
|  | Taça da Liga                  | 4       | 2013-14, 2014-2015        |
|  | Supertaça Cândido de Oliveira | 0       |                           |

- Primeira Liga: 2013-14
- Taça de Portugal: 2013-14
- Taça da Liga: 2013-14